# 2010 VX11
2010 VX11, também escrito como 2010 VX11, é um corpo celeste que é classificado como um centauro, numa classificação estendida de centauros. Ele possui uma magnitude absoluta de 6,3 e tem um diâmetro estimado de cerca de 242 km. O astrônomo Mike Brown lista este corpo celeste em sua página na internet como um candidato a possível planeta anão.

## Descoberta
2010 VX11 foi descoberto no dia 3 de novembro de 2010 pelos astrônomos D. L. Rabinowitz, M. Schwamb e S. Tourtellotte.

## Órbita
A órbita de 2010 VX11 tem uma excentricidade de 0,492 e possui um semieixo maior de 41,997 UA. O seu periélio leva o mesmo a uma distância de 21,327 UA em relação ao Sol e seu afélio a 62,666 UA.